# Crise indo-pakistanaise de 2025
Pour un article plus général, voir Conflit du Cachemire.
Conflit du Cachemire
Batailles
Frappes indo-pakistanaises de 2025
La crise indo-pakistanaise de 2025 survient à la suite de l'attentat de Pahalgam le 22 avril 2025, une attaque terroriste islamique dans la vallée de Baisaran au Jammu-et-Cachemire, territoire sous administration indienne situé à la frontière entre l'Inde et le Pakistan. Au cours de cet attentat, au moins 28 touristes sont tués et plus d'une vingtaine sont blessés. Le Front de résistance, une branche du groupe islamiste Lashkar-e-Taiba (basé au Pakistan), revendique la responsabilité de l'attentat. Des escarmouches armées sont signalées le long de la ligne de contrôle à partir du 24 avril, faisant craindre une nouvelle escalade entre les deux voisins dotés de l'arme nucléaire.
Ces affrontements sont suivis d'une crise diplomatique entre les deux pays, l'Inde accusant le Pakistan d'avoir commandité l'attaque. En conséquence, l'Inde initie l'expulsion des diplomates pakistanais et le retrait de ses propres diplomates, suspend les visas, ferme ses frontières et se retire du traité des eaux de l'Indus. Le Pakistan, qui nie les allégations, met en place des restrictions commerciales, ferme son espace aérien et des passages frontaliers et annonce suspendre l'accord de Shimla. Le Comité du Cabinet indien sur la sécurité (en) (CCS) exhorte ses citoyens à ne pas se rendre au Pakistan tout en appelant ceux qui s'y trouvent à écourter leur voyage.
Entre le 24 avril et le 6 mai, les deux pays se livrent à de violents accrochages, notamment des tirs transfrontaliers et des tirs d'artillerie. Dans la nuit du 6 au 7 mai 2025, l'Inde mène une série de frappes de missiles contre plusieurs cibles situées au Pakistan et au Cachemire sous administration pakistanaise, dans le cadre de l’opération Sindoor. Selon les autorités indiennes, ces frappes visent des infrastructures liées à des groupes armés accusés d’être responsables de l’attentat de Pahalgam. En réponse, le Pakistan déclare avoir abattu plusieurs avions indiens et endommagé des infrastructures indiennes, l'armée pakistanaise lançant une frappe de drones et de missiles sur plusieurs villes indiennes, dont Amritsar, aggravant les tensions entre les deux pays. De nombreuses campagnes de désinformation sont menées dans les médias des deux pays à la suite de cette escalade.
Les hostilités militaires se poursuivent jusqu’à la mise en place d'un cessez-le-feu le 10 mai 2025.

## Contexte

### Attentat de Pahalgam
Le 22 avril 2025, un attentat terroriste dans la vallée de Baisaran, près de Pahalgam, dans le district d'Anantnag, au Jammu-et-Cachemire sous administration indienne,,, provoque la mort d'au moins 28 touristes et en blesse plus de 20 autres,. Selon des témoignages oculaires fournis aux médias indiens, les assaillants auraient interrogé leurs victimes potentielles sur leur appartenance religieuse avant d'ouvrir le feu, ciblant spécifiquement les non-musulmans.
L'attaque est l'une des plus meurtrières commise contre des civils indiens dans la région depuis 2000. Le Front de résistance (TRF), considéré comme une émanation du groupe terroriste Lashkar-e-Taiba, basé au Pakistan, revendique initialement sa responsabilité. Selon eux, l'attaque s'opposait à la politique du gouvernement indien autorisant les citoyens indiens à vivre et travailler au Cachemire, entraînant l'installation de populations non locales dans la région. Quatre jours plus tard, celui-ci revient sur sa revendication.

### Conflit du Cachemire
Le conflit du Cachemire est un différend territorial portant sur la région du Cachemire, opposant principalement l’Inde et le Pakistan, mais impliquant également la Chine dans sa partie nord-est. Ce conflit a débuté à la suite de la partition de l'Inde en 1947, lorsque les deux nouveaux États ont revendiqué la souveraineté sur l’ensemble de l’ancien État princier du Jammu-et-Cachemire.
Ce différend territorial a conduit à plusieurs conflits majeurs dans la régions, notamment la première guerre indo-pakistanaise (1947), la deuxième guerre indo-pakistanaise (1965), la troisième guerre indo-pakistanaise (1971), le conflit de Kargil (1999), la confrontation indo-pakistanaise de 2001-2002, la confrontation indo-pakistanaise de 2019 ainsi qu’à de nombreux affrontements armés et une militarisation prolongée de la région.

### Autres incidents précurseurs
Une insurrection armée islamiste au Jammu-et-Cachemire démarre à la fin des années 1980, entraînant l'exode des hindous cachemiris (en) de la région. L'insurrection se poursuit depuis.

## Crise diplomatique
Dans la nuit du 23 avril, le secrétaire d'État indien aux Affaires étrangères, Vikram Misri, tient une conférence de presse spéciale après une réunion avec le CCS. Il annonce la suspension temporaire du traité des eaux de l'Indus avec le Pakistan, avec effet immédiat, jusqu'à ce que celui-ci cesse de soutenir le terrorisme transfrontalier. Il annonce également la fermeture du poste de contrôle à la frontière d'Attari-Wagah, une interdiction de voyager pour tous les ressortissants pakistanais en Inde dans le cadre du programme d'exemption de visa de la SAARC et l'annulation de tous les visas précédemment délivrés. En outre, les conseillers militaires pakistanais du haut-commissariat du Pakistan en Inde sont expulsés, leurs homologues indiens à Islamabad retirés, et les effectifs du haut-commissariat indien à Islamabad réduits de 55 à un minimum de 30 personnes. Les postes de ces conseillers militaires sont considérés comme supprimés,.
Le ministère pakistanais des Affaires étrangères présente ses condoléances aux familles des victimes, et son ministre de la Défense Khawaja Asif rejette tout implication du Pakistan dans ces événements,. Cependant, dans une interview accordée à Sky News, en réponse aux allégations de terrorisme, le ministre Asif déclare que le Pakistan s'était engagé dans ce type d'activité sous la direction des États-Unis, de la Grande-Bretagne et de l'Occident depuis trois décennies,.
Le Pakistan réagit à la suspension du traité en la qualifiant d’inappropriée et manquant de sérieux. Celui-ci avertit également l'Inde d'une riposte globale en réponse aux actions annoncées par le gouvernement indien à la suite de l'incident, déclarant en outre que toute action affectant les ressources en eau sera considérée comme un acte de guerre,. Le 24 avril, le Pakistan suspend les visas délivrés aux ressortissants indiens et ferme son espace aérien aux avions indiens, expulse les diplomates indiens et demande aux conseillers militaires indiens de quitter le pays au plus tard le 30 avril. Cependant, le corridor de Kartarpur (en) demeure ouvert aux pèlerins sikhs. Le Pakistan interrompt tout commerce avec l’Inde et suspend en représailles l’accord de Shimla le 24 avril 2025,. La cérémonie frontalière entre Attari et Wagah est également réduite et la poignée de main symbolique n’a pas eu lieu,. Les familles transfrontalières sont également impactées à la suite de leur révocation de leurs visas,,,,.

## Escalade

### Premier face-à-face
Les forces aériennes pakistanaises et indiennes effectuent des vols intensifs à proximité de la ligne de contrôle. Un soldat de la force de sécurité des frontières indiennes appartenant au 182e bataillon de la BSF est capturé par des Rangers pakistanais après être entré accidentellement sur le territoire pakistanais à la frontière de Firozpur,. Le 24 avril, le XVe corps indien signale avoir déjoué une tentative d'infiltration d'insurgés près d'Uri (en) au cours duquel deux insurgés sont tués.
Entre le 24 et le 27 avril, les armées indienne et pakistanaise se livrent à des escarmouches et échangent des tirs d'armes légères,,. Selon certaines informations, l'armée pakistanaise aurait procédé à des « tirs d'armes légères non provoqués » dans divers secteurs le long de la ligne de contrôle. Selon les déclarations de l'armée indienne, ses forces ont répondu « de manière appropriée par des tirs d'armes légères »,. Selon un responsable pakistanais de l'Azad Cachemire, des échanges de tirs ont eu lieu le long de la ligne de contrôle, plus précisément dans la vallée de Leepa (en), sans faire de victimes civiles. L'armée pakistanaise déclare avoir abattu deux drones quadricoptères militaires indiens le long de la ligne de démarcation, dans le secteur de Satwal et dans le secteur de Manawar (en), dans le district de Bhimber (en),,,. Le 28 avril, selon le ministre pakistanais de la Défense Asif, une attaque des forces armées indiennes est « imminente ». Le lendemain, le Premier ministre indien Modi rencontre le ministre de la Défense Rajnath Singh, le conseiller à la sécurité nationale Ajit Doval (en) et les chefs des forces armées indiennes. Le 30 avril, le Pakistan affirme disposer de « renseignements crédibles » selon lesquels l'Inde lancera une action militaire dans les prochaines heures. Le 1er mai, selon le ministre de l'Intérieur indien, Amit Shah, aucun terroriste impliqué dans l'attaque ne sera épargné par l'Inde.
Le 3 mai, l'inde rapporte qu'un soldat des Rangers pakistanais a été capturé par les force de sécurité des frontières après avoir traversé la frontière avec l'Inde.
Le 5 mai, le ministère de l'Intérieur indien annonce la mise en place d'une « défense civile efficace en cas d'attaque hostile » le 7 mai dans sept États. Les derniers exercices de ce type menés par l'Inde remontent à 1971. Selon certaines sources, ces exercices comprennent l'activation des sirènes d'alerte aérienne, la formation des civils à la défense civile et la mise en place de plans d'évacuation,.

### Inondations volontaires
Après la suspension du traité sur les eaux de l'Indus de 1960 le 23 avril, des rapports locaux font surface en provenance de Muzaffarabad au Pakistan les 26 et 27 avril, indiquant que l'Inde aurait déversé de l'eau du barrage d'Uri dans la rivière Jhelum sans préavis, provoquant des inondations, des niveaux d'eau élevés et la panique des habitants des environs,. D'autres rapports indiquent une forte baisse du niveau d'eau de la rivière Chenab à Sialkot, au Pakistan, des images satellite montrant un assèchement important de son lit. Le 4 mai 2025, l'Inde ferme le barrage de Baglihar sur la Chenab et prévoit une mesure similaire concernant le barrage de Kishanganga sur la Neelum,,.

## Opérations militaires

### OpérationSindoor
Dans la nuit du 6 au 7 mai, l’Inde annonce avoir mené des frappes de missiles dans le cadre de l’opération Sindoor (en hindi ऑपरेशन सिन्दूर ), visant neuf sites situés au Pakistan. Selon les autorités indiennes, ces frappes ciblent des « infrastructures terroristes » identifiées comme étant à l’origine d’attaques dirigées contre le territoire indien. Parmi les sites visés figure la mosquée Subhan, à Bahawalpur, que les services de renseignement indiens associent à des groupes proches du mouvement islamiste Lashkar-e-Taiba. Le gouvernement indien décrit l’opération comme « ciblée » et « mesurée », et affirme qu’aucune installation militaire pakistanaise n’est touchée. Il souligne également avoir fait preuve d’« une retenue considérable » dans le choix des cibles et dans la méthode d’exécution. Selon les premières informations, des pertes civiles sont rapportées du côté pakistanais. Le ministre pakistanais de la Défense, Khawaja Asif, affirme que l’Inde a « visé de multiples cibles, toutes civiles ». Le Pakistan aurait réagi à cette frappe de missiles par des tirs d’artillerie en direction du territoire indien. L’armée indienne accuse alors le Pakistan de violer l’accord de cessez-le-feu en menant des tirs dans les secteurs de Bhimber Gali et de Poonch-Rajauri, dans la région du Cachemire indien. Le Pakistan convoque son Comité de la sécurité nationale. La télévision pakistanaise rapporte que l'armée de l'air pakistanaise a abattu plusieurs avions de chasse indiens lors de l’opération indienne. La télévision indienne rapporte que un ou plusieurs avions pakistanais sont également abattus.[réf. nécessaire]
Pendant la nuit du 8 mai, les autorités pakistanaises dénombrent plusieurs drones indiens entrés dans leur l'espace aérien, dont 12 seront abattus. Selon le Pakistan, ces drones ont visé neuf localités différentes, dont les villes de Karachi et Lahore, l'un d'eux ayant frappé une installation militaire près de Lahore. En représailles, l'armée pakistanaise lance une frappe de drones et de missiles sur plusieurs villes indiennes, dont Amritsar, interceptée par le système de missiles S-400. En réponse, l'armée indienne mène des opérations SEAD/DEAD (en) et affirme avoir neutralisé les systèmes de défense aérienne de Lahore. De plus, les forces armées indiennes auraient été « contraintes de riposter pour mettre fin aux tirs de mortier et d'artillerie en provenance du Pakistan »,.
Le gouvernement de Narendra Modi s'est félicité pour cette opération et a minimisé les pertes civiles occasionnées, défendant des actions « mesurées, non escalatoires, proportionnées et responsables ». Le Premier ministre pakistanais, Shehbaz Sharif, a promis de « venger chaque goutte de sang des martyrs » et affirmé que « nos ennemis pensaient nous attaquer dans l'obscurité, en se cachant, mais ce fût un échec ».

### OpérationBunyan al-Marsus
L’opération Bunyan al-Marsus (en ourdou : آپریشن بُنۡیَانٌ مَّرۡصُوۡصٌ, en français : « opération Mur de plomb ») est le nom de code donné par l'armée pakistanaise à une frappe de représailles de grande envergure, lancée dans la nuit du 9 au 10 mai 2025, contre plusieurs cibles militaires indiennes. Elle a été présentée par Islamabad comme une « réponse appropriée » aux attaques de missiles et de drones menées par l’Inde plus tôt dans la semaine (opération Sindoor).

### Cessez-le-feu
Le 10 mai 2025, le ministre des Affaires étrangères pakistanais, Ishaq Dar, annonce qu’un accord de cessez-le-feu « avec effet immédiat » a été conclu entre le Pakistan et l’Inde,.
Cependant, quelques heures après l’annonce, plusieurs violations du cessez-le-feu sont rapportées le long de la ligne de contrôle, des détonations étant signalées à Srinagar et Jammu.

## Campagnes de désinformation et censures
La crise est marquée par plusieurs campagnes de désinformation dans les deux pays,,,.
Le gouvernement indien interdit plusieurs chaînes YouTube basées au Pakistan pour « diffusion de contenus provocateurs et sensibles sur le plan communautaire », ainsi que de fausses informations visant le pays, son armée et ses agences de sécurité. Les comptes Instagram de plusieurs célébrités pakistanaises sont également censurés. L'Inde a également ordonné à X de bloquer plus de 8 000 comptes, dont ceux de médias internationaux. Le réseau social a dit s'y être conformé à contrecœur, et dénonce une "censure".
Plusieurs médias indiens ont été contraints de supprimer les informations relatives aux crashs des appareils de leurs sites Web sous la pression du gouvernement.
Le 8 mai, dans le but de « féliciter les forces armées pour leur réponse rapide à l'agression et à l'attaque lâche de l'Inde », le gouvernement pakistanais diffuse sur X des images issues du jeu vidéo ArmA 3 pour illustrer le conflit.

## Réactions
Les Nations unies exhortent les deux parties à faire preuve d'une « retenue maximale » et à résoudre les problèmes par voie diplomatique.
La Russie avertit ses citoyens de ne pas se rendre au Pakistan à la suite de l'attaque de Pahalgam en avril 2025. L’avis fait état de risques accrus en matière de sécurité dans la région. Le Royaume-Uni émet également un avertissement similaire à la même période.
Le département d'État américain met à jour son avis aux voyageurs, émettant un avertissement de niveau 4 « Ne pas voyager » pour le Jammu-et-Cachemire en Inde, citant des risques élevés de terrorisme et de troubles civils. En outre, l'ambassade des États-Unis à New Delhi confirme suivre de près la situation et appelle à ce que les auteurs soient traduits en justice, réaffirmant son soutien aux efforts de lutte contre le terrorisme de l'Inde,. Plus tard, le 26 avril 2025, le président Donald Trump minimise la crise diplomatique, où il cite « deux nations se battant depuis 1 500 ans », malgré le fait que la crise du Cachemire ait commencé en 1947. Le secrétaire d'État américain Marco Rubio déclare suivre de près la situation après avoir été informé par téléphone par le conseiller à la sécurité nationale indien Ajit Doval après l'opération Sindoor.
La Chine a indiqué « déplorer » les bombardements indiens à l'encontre du Pakistan et se dit « préoccupée » par la nouvelle escalade des tensions entre ses deux voisins. Le ministre des Affaires étrangères chinois, Wang Yi, appelle à une désescalade entre les deux pays. Le Bangladesh et les Émirats arabes unis soutiennent les pourparlers de paix,,,.
Le 25 avril, la république islamique d’Iran propose de servir de médiateur en vue d'une désescalade entre le Pakistan et l’Inde.
Des manifestations ont lieu devant le haut-commissariat du Pakistan à Londres par les membres de la diaspora indienne,.
Depuis le 8 mai 2025, l'escalade de la situation provoque d'importantes perturbations du trafic aérien dans la région. L'Inde a fermé 27 aéroports dans ses régions du nord et de l'ouest jusqu'au 10 mai, entraînant l'annulation de plus de 430 vols. Les principales compagnies aériennes indiennes, dont Air India, IndiGo et SpiceJet, ont suspendu leurs vols à destination et en provenance des zones touchées. Des compagnies internationales comme Lufthansa, KLM, Singapore Airlines et Thai Airways ont dérouté leurs vols pour éviter l'espace aérien pakistanais, entraînant des temps de trajet plus longs et des retards sur les liaisons entre l'Europe et l'Asie. Le Pakistan a également suspendu les vols au départ d'aéroports clés, notamment Karachi, Lahore et Sialkot, jusqu'à nouvel ordre. La situation demeure instable, les espaces aériens des deux pays étant fermés, impactant les réseaux aériens mondiaux,.
En mai 2025, une coalition d'acteurs pakistanais, dont Andan Siqqudi et Ghulam Mohiuddin, appellent à des pourparlers de paix, soulignant l'urgence du dialogue et de la compréhension pour favoriser l'harmonie et résoudre les conflits.

## Analyses
L’opération militaire indienne a révélé les faiblesses de son armée de l’air, écrit Le Monde, selon qui « la démonstration de force voulue par New Delhi a toutes les apparences, de l'avis de nombreux experts militaires, d'une sévère contre-performance. »